# Pohlia crassicostata
Pohlia crassicostata är en bladmossart som beskrevs av Brotherus 1903. Pohlia crassicostata ingår i släktet nickmossor, och familjen Bryaceae. Inga underarter finns listade i Catalogue of Life.